# Bak kut teh
Le bak kut teh (ou bah kut teh ; (zh)) est une soupe chinoise typique de Malaisie et de Singapour (où vit une forte communauté minnan et teochew), ainsi que dans les îles Riau et le sud de la Thaïlande.
Ce nom signifie littéralement « viande-os-thé ». Il s'agit de travers de porc dans un bouillon d'herbes et d'épices (anis étoilé, cannelle, clous de girofle, dang gui, graines de fenouil et ail). Ces herbes auraient des bienfaits sur la santé.[citation nécessaire] Malgré son nom, le thé ne fait pas partie des ingrédients ; il fait en fait référence au thé oolong qui est servi en accompagnement du plat.
On peut ajouter dans ce plat des abats, des champignons, du choy sum (chou chinois), du tofu frit, du yu zhu (玉竹), rhizomes de sceaux de Salomon et du ju zhi (fruits de nerprun) pour adoucir la soupe et renforcer légèrement sa saveur. De la sauce soja peut aussi être ajoutée durant la cuisson. Le bak kut teh est habituellement consommé avec du riz ou des nouilles (parfois en tant que soupe de nouilles) et servi avec des youtiao. On peut garnir le plat de coriandre émincée, de ciboule et le saupoudrer d'échalotes frites.

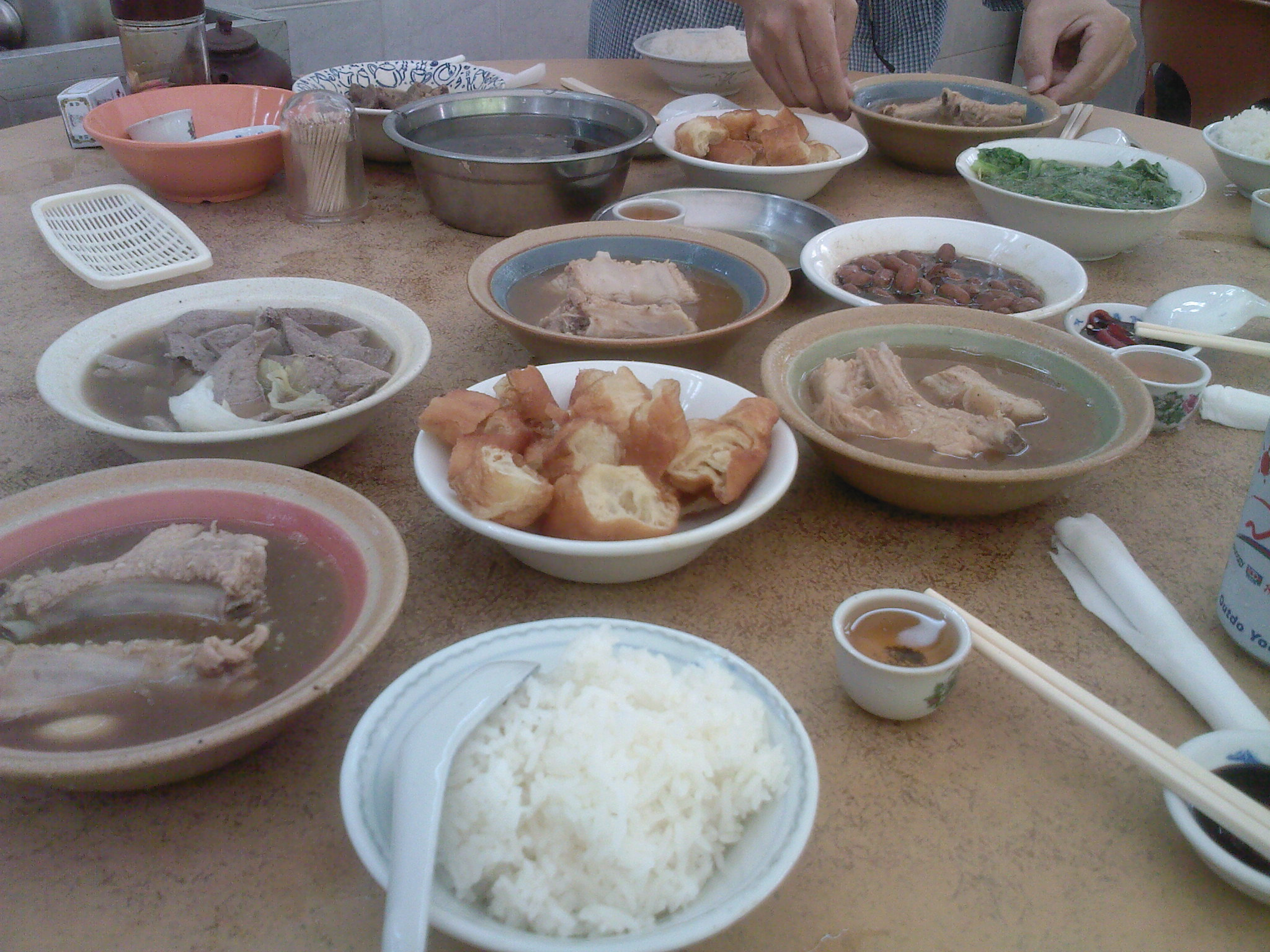
Un bak kut teh servi avec des donuts chinois.

## Histoire
Le bak-kut-teh fut développé sous la Malaisie britannique dans les communautés migrantes des Hokkien. Il est étroitement lié à la ville de Kelang, mais cela est sujet à discussion.

## Variantes
Il existe plusieurs variantes de bak kut teh :
Bak kut teh de Singapour
- Le plus courant est le style teochew, moins coloré et plus riche en poivre et en ail.
- Le style hokkien, plus salé, utilisant plus de sauce soja, ce qui lui donne une couleur plus sombre.
- Le style cantonais, qui emploie des herbes médicinales.

Bak kut teh de Malaisie
Une version dry ou « sèche » a fait son apparition à Klang. Le bouillon est réduit en un jus, auquel sont ajoutés des baies de goji, des dattes ou des piments séchés. On trouve aussi un bak kut teh de poulet, appelé chik kut teh. Il offre une alternative halal pour satisfaire la majorité musulmane du pays.